# George Ardisson
Giorgio Ardisson, bardziej znany jako George Ardisson (ur. 31 grudnia 1931 w Turynie, zm. 11 grudnia 2014 w Cerveteri) – włoski aktor filmowy i telewizyjny.

## Wybrana filmografia
- 1960: Morgan kapitan piratów (Morgan il pirata), jako Walter
- 1961: Gli Invasori jako Erik, jako Książę Helfordu
- 1961: L'ultimo dei Vikinghi, jako Guntar
- 1961: Herkules w świecie przeklętych (Ercole al centro della terra), jako Tezeusz
- 1962: Zorro alla corte di Spagna, jako Riccardo Di Villa Verde / Zorro
- 1962: Una regina per Cesare, jako Achillas
- 1962: Twist, lolite e vitelloni, jako Massimo Mauri
- 1963: Katarsis
- 1964: Massacro al Grande Canyon, jako Tully Dancer
- 1964: I lunghi capelli della morte, jako Baron Kurt Humboldt
- 1965: Giulietta degli spiriti, jako model Dolores
- 1965: Agente 3S3: Passaporto per l'inferno, jako Walter Ross, Agent 3S3
- 1965: Hercules and the Princess of Troy (TV), jako Leander
- 1965: Asso di picche operazione controspionaggio, jako Lord George Moriston
- 1966: Agente 3S3, massacro al sole, jako Walter Ross, Agent 3S3
- 1966: Fünf vor 12 in Caracas, jako Jeff Milton
- 1967: Omicidio per appuntamento, jako Vince Dreyser
- 1967: La lunga sfida, jako Patrick Gordon
- 1968: O tutto o niente, jako Amen / Johnny
- 1968: Chiedi perdono a Dio... non a me, jako Cjamango McDonald
- 1968: El Zorro, jako Don Diego di Alcantara / Zorro
- 1969: Una ragazza di Praga, jako Adam Kryl
- 1970: Django sfida Sartana, jako Sartana
- 1970: Il tuo dolce corpo da uccidere, jako Clive Ardington
- 1970: L'oro dei bravados, jako Doc Harrison
- 1970: Die Weibchen, jako Tommy
- 1971: I racconti di Padre Brown (serial TV), jako Principe Saradine
- 1971: L'uomo più velenoso del cobra, jako Tony Garden
- 1972: La vergine di Bali, jako David Rank
- 1973: Sedici anni, jako Giorgio
- 1974: Commissariato di notturna, jako Amedeo Furlan / Laureando
- 1974: La nipote, jako Piero
- 1974: Ciak si muore, jako Inspektor Menzel
- 1974: Il torcinaso
- 1975: La guerre du pétrole n'aura pas lieu, jako Trudot
- 1975: Faccia di spia, jako Patrick
- 1975: Una vergine in famiglia, jako Inżynier, ojciec Angeli
- 1975: Lo stallone, jako Guido, ojciec Danieli
- 1975: L'ingenua, jako Piero Spazin
- 1977: Il signor Ministro li pretese tutti e subito, jako Pietro Santini
- 1977: Polizia selvaggia
- 1977: L'assassino speranza delle donne
- 1978: Occhi dalle stelle, jako Agent dla 'The Silencers'
- 1979: Supersexymarket
- 1980: Eroina, jako The Trafficant
- 1980: Il viziaccio
- 1980: Erotic Family, jako Mario Nicosia
- 1981: Więzień (Carcerato) jako komisarz policji
- 1982: Pin il monello
- 1982: La Villa delle anime maledette, jako Casati
- 1982: Apocalisse di un terremoto, jako Anthony Starace
- 1983: Amok
- 1984: La donna del mare, jako Alfred Wanfel
- 1985: I mercenari raccontano
- 1988: La tempesta
- 1988: La trasgressione
- 1989: La vendetta, jako Agent Roberts
- 1990: Viaggio di nozz'e in giallo
- 1991: Una donna da guardare, jako prof. Müller
- 1992: Shadow Warriors, jako Mistrz Ninja